# 11781 Alexroberts
11781 Alexroberts eller 1966 PL är en asteroid i huvudbältet, som upptäcktes 7 augusti 1966 av Boyden-observatoriet. Den är uppkallad efter amatörastronomen Alexander William Roberts.
Asteroiden har en diameter på ungefär 4 kilometer och den tillhör asteroidgruppen Vesta.